# Opercularia rubioides
Opercularia rubioides är en måreväxtart som beskrevs av Antoine Laurent de Jussieu. Opercularia rubioides ingår i släktet Opercularia och familjen måreväxter. Inga underarter finns listade i Catalogue of Life.